# Центр эволюционной экономики
Центр эволюционной экономики (ЦЭЭ) – научно-исследовательское учреждение (Москва); основан в 1995 г. Руководителем ЦЭЭ является академик РАН В.И. Маевский.
Основная цель центра - разработка и пропаганда в научной среде эволюционного подхода к проблемам экономического развития. Организаторы учреждения полагают, что данный подход является оппозиционным официально принятой в теории и применяющейся в практике проведения в России реформ ортодоксальной неоклассической доктрине. 
С 1994 г. центр организует в г. Пущино (Московская обл.) международные симпозиумы по проблемам эволюционной экономики. Совместно с АНР при Правительстве РФ ЦЭЭ осуществляет выпуск книжной серии «Современная институционально-экономическая теория».